# Jakob Ingebrigtsen
Jakob Ingebrigtsen (født 19. september 2000) er en norsk mellem- og langdistanceløber. 
Han vandt olympisk guld ved Sommer-OL 2020 i Tokyo i 1500-meterløb, hvor han samtidig slog både en ny olympisk- og europæisk rekord. Ingebrigtsen vandt også guld ved EM i atletik 2018 i Berlin i 1500 og 5000-meterløbkonkurrencerne. Her er han også den nuværende verdensrekordholder på 1 engelsk mile og 1500-meterløb indendørs. Udendørs har han verdensrekorderne på 2000 meter, 3000 meter og 2 mile. Ved VM i atletik 2018 i Eugene vandt han guld på både 1500 meter og 5000 meterløb og blev samtidig den første mand i atletikhistorien til at vinde begge konkurrencer. 
Hans ældre brødre Henrik og Filip er også internationale mellem- og langdistanceløber. Alle sammen blev trænet af faren Gjert Ingebrigtsen indtil 2022.
Han vandt også suverænt to EM-guldmedaljer ved EM i atletik 2022 i München i favoritkonkurrencerne, 1500- og 5000 meterløb.